# Josip Skoblar
Josip Skoblar (Brevilacqua, 12 marzo 1941) è un allenatore di calcio ed ex calciatore croato, di ruolo attaccante.

## Carriera

### Club
Skoblar ha giocato nel Campionato jugoslavo nel Zara e nell'OFK Belgrado (1959–1967). Con l'OFK Belgrado ha vinto per due volte la Coppa di Jugoslavia nel 1961-1962 e nel 1965-1966. Nel campionato di calcio tedesco ha giocato nell'Hannover 96 (1967–1970). In 57 partite nella Bundesliga ha segnato 30 gol.
Marcel Leclerc, dirigente dell'Olympique Marsiglia lo prelevò dall'Hannover e per Skoblar iniziò una grande avventura. Il giocatore fu atteso ed applaudito da molti tifosi dell'Olimpique Marsiglia all'aeroporto.
In Francia Skoblar ha giocato per l'Olympique Marsiglia ed è stato per 3 volte capocannoniere del campionato di calcio francese (1971-1972-1973). Skoblar ha vinto la Scarpa d'oro nel 1971 segnando 44 gol nella Ligue 1 francese. Egli detiene ancora il record di gol segnati in una sola stagione nel campionato di calcio francese. Con l'Olimpique Marsiglia ha vinto il campionato di calcio francese nel 1970-1971 e nel 1971-1972 ed una Coppa di Francia nel 1971-1972. I tifosi dell'Olimpique Marsiglia lo hanno soprannominato L'Aigle Dalmate o L'Aigle des Dalmates (L'Aquila della Dalmazia), o Monsieur Goal (Il Signor Gol).

### Nazionale
Skoblar ha giocato tra il 1961 ed il 1967 per la Jugoslavia, segnando 11 gol in 32 partite. Skoblar ha partecipato alla Coppa del mondo del 1962, nella quale la Jugoslavia arrivò quarta. Skoblar segnò un gol. Il suo esordio in Nazionale è avvenuto il 7 maggio del 1961, in una partita amichevole contro l'Ungheria. La sua ultima partita è avvenuta il 7 ottobre del 1967 contro la Germania Ovest, prima della fine delle qualificazioni al Campionato europeo del 1968. La Jugoslavia senza di lui arrivò seconda ad Euro 1968.

### Allenatore
Finita la carriera di calciatore tornò a Marsiglia diventando nel 1977 assistente tecnico nell'Olympique Marsiglia. Successivamente divenne allenatore dell'Hajduk Spalato con il quale vinse per due volte la Coppa di Jugoslavia, dell'Amburgo e del Rijeka. Attualmente è impiegato all'Olimpique Marsiglia dal 2001 come osservatore, ed è vicino alla pensione. Durante l'estate del 2001, è stato per 3 giorni co-allenatore con Marc Levy, pochi giorni prima della nomina di Tomislav Ivić.

## Statistiche

### Cronologia presenze e reti in nazionale
| Cronologia completa delle presenze e delle reti in nazionale ― Jugoslavia | Cronologia completa delle presenze e delle reti in nazionale ― Jugoslavia | Cronologia completa delle presenze e delle reti in nazionale ― Jugoslavia | Cronologia completa delle presenze e delle reti in nazionale ― Jugoslavia | Cronologia completa delle presenze e delle reti in nazionale ― Jugoslavia | Cronologia completa delle presenze e delle reti in nazionale ― Jugoslavia | Cronologia completa delle presenze e delle reti in nazionale ― Jugoslavia | Cronologia completa delle presenze e delle reti in nazionale ― Jugoslavia |
| Data                                                                      | Città                                                                     | In casa                                                                   | Risultato                                                                 | Ospiti                                                                    | Competizione                                                              | Reti                                                                      | Note                                                                      |
| ------------------------------------------------------------------------- | ------------------------------------------------------------------------- | ------------------------------------------------------------------------- | ------------------------------------------------------------------------- | ------------------------------------------------------------------------- | ------------------------------------------------------------------------- | ------------------------------------------------------------------------- | ------------------------------------------------------------------------- |
| 7-5-1961                                                                  | Belgrado                                                                  | Jugoslavia                                                                | 2 – 4                                                                     | Ungheria                                                                  | Amichevole                                                                | -                                                                         | 46’                                                                       |
| 16-5-1962                                                                 | Belgrado                                                                  | Jugoslavia                                                                | 3 – 1                                                                     | Germania Est                                                              | Amichevole                                                                | 1                                                                         | 46’                                                                       |
| 31-5-1962                                                                 | Arica                                                                     | Jugoslavia                                                                | 0 – 2                                                                     | Unione Sovietica                                                          | Mondiali 1962 - 1º turno                                                  | -                                                                         |                                                                           |
| 2-6-1962                                                                  | Arica                                                                     | Jugoslavia                                                                | 3 – 1                                                                     | Uruguay                                                                   | Mondiali 1962 - 1º turno                                                  | 1                                                                         |                                                                           |
| 10-6-1962                                                                 | Santiago del Cile                                                         | Jugoslavia                                                                | 1 – 0                                                                     | Germania Ovest                                                            | Mondiali 1962 - Quarti di finale                                          | -                                                                         |                                                                           |
| 13-6-1962                                                                 | Viña del Mar                                                              | Jugoslavia                                                                | 1 – 3                                                                     | Cecoslovacchia                                                            | Mondiali 1962 - Semifinale                                                | -                                                                         |                                                                           |
| 16-6-1962                                                                 | Santiago del Cile                                                         | Cile                                                                      | 1 – 0                                                                     | Jugoslavia                                                                | Mondiali 1962 - Finale 3º posto                                           | -                                                                         |                                                                           |
| 16-9-1962                                                                 | Lipsia                                                                    | Germania Est                                                              | 2 – 2                                                                     | Jugoslavia                                                                | Amichevole                                                                | -                                                                         | 43’                                                                       |
| 14-10-1962                                                                | Budapest                                                                  | Ungheria                                                                  | 0 – 1                                                                     | Jugoslavia                                                                | Amichevole                                                                | -                                                                         |                                                                           |
| 4-11-1962                                                                 | Belgrado                                                                  | Jugoslavia                                                                | 3 – 2                                                                     | Belgio                                                                    | Qual. Euro 1964                                                           | 2                                                                         |                                                                           |
| 31-3-1963                                                                 | Bruxelles                                                                 | Belgio                                                                    | 0 – 1                                                                     | Jugoslavia                                                                | Qual. Euro 1964                                                           | -                                                                         |                                                                           |
| 19-6-1963                                                                 | Belgrado                                                                  | Jugoslavia                                                                | 0 – 0                                                                     | Svezia                                                                    | Qual. Euro 1964                                                           | -                                                                         |                                                                           |
| 18-9-1963                                                                 | Malmö                                                                     | Svezia                                                                    | 3 – 2                                                                     | Jugoslavia                                                                | Qual. Euro 1964                                                           | -                                                                         |                                                                           |
| 6-10-1963                                                                 | Belgrado                                                                  | Jugoslavia                                                                | 2 – 0                                                                     | Ungheria                                                                  | Amichevole                                                                | 1                                                                         |                                                                           |
| 3-11-1963                                                                 | Zagabria                                                                  | Jugoslavia                                                                | 2 – 0                                                                     | Cecoslovacchia                                                            | Amichevole                                                                | 1                                                                         |                                                                           |
| 17-5-1964                                                                 | Praga                                                                     | Cecoslovacchia                                                            | 2 – 3                                                                     | Jugoslavia                                                                | Amichevole                                                                | 1                                                                         |                                                                           |
| 20-9-1964                                                                 | Belgrado                                                                  | Jugoslavia                                                                | 3 – 1                                                                     | Lussemburgo                                                               | Qual. Mondiali 1966                                                       | -                                                                         |                                                                           |
| 23-9-1964                                                                 | Belgrado                                                                  | Jugoslavia                                                                | 2 – 7                                                                     | Europa                                                                    | Amichevole                                                                | -                                                                         |                                                                           |
| 27-9-1964                                                                 | Vienna                                                                    | Austria                                                                   | 3 – 2                                                                     | Jugoslavia                                                                | Amichevole                                                                | 1                                                                         |                                                                           |
| 25-10-1964                                                                | Budapest                                                                  | Ungheria                                                                  | 2 – 1                                                                     | Jugoslavia                                                                | Amichevole                                                                | 1                                                                         |                                                                           |
| 22-11-1964                                                                | Belgrado                                                                  | Jugoslavia                                                                | 1 – 1                                                                     | Unione Sovietica                                                          | Amichevole                                                                | -                                                                         |                                                                           |
| 18-4-1965                                                                 | Belgrado                                                                  | Jugoslavia                                                                | 1 – 0                                                                     | Francia                                                                   | Qual. Mondiali 1966                                                       | -                                                                         |                                                                           |
| 16-6-1965                                                                 | Oslo                                                                      | Norvegia                                                                  | 3 – 0                                                                     | Jugoslavia                                                                | Qual. Mondiali 1966                                                       | -                                                                         |                                                                           |
| 4-9-1965                                                                  | Mosca                                                                     | Unione Sovietica                                                          | 0 – 0                                                                     | Jugoslavia                                                                | Amichevole                                                                | -                                                                         |                                                                           |
| 19-9-1965                                                                 | Lussemburgo                                                               | Lussemburgo                                                               | 2 – 5                                                                     | Jugoslavia                                                                | Qual. Mondiali 1966                                                       | -                                                                         |                                                                           |
| 4-5-1966                                                                  | Londra                                                                    | Inghilterra                                                               | 2 – 0                                                                     | Jugoslavia                                                                | Amichevole                                                                | -                                                                         | cap.                                                                      |
| 8-5-1966                                                                  | Zagabria                                                                  | Jugoslavia                                                                | 2 – 0                                                                     | Ungheria                                                                  | Amichevole                                                                | 1                                                                         | cap.                                                                      |
| 1-6-1966                                                                  | Belgrado                                                                  | Jugoslavia                                                                | 0 – 2                                                                     | Bulgaria                                                                  | Amichevole                                                                | -                                                                         |                                                                           |
| 23-6-1966                                                                 | Hannover                                                                  | Germania Ovest                                                            | 2 – 0                                                                     | Jugoslavia                                                                | Amichevole                                                                | -                                                                         |                                                                           |
| 27-6-1966                                                                 | Malmö                                                                     | Svezia                                                                    | 1 – 1                                                                     | Jugoslavia                                                                | Amichevole                                                                | -                                                                         |                                                                           |
| 3-5-1967                                                                  | Belgrado                                                                  | Jugoslavia                                                                | 1 – 0                                                                     | Germania Ovest                                                            | Qual. Euro 1968                                                           | 1                                                                         |                                                                           |
| 7-10-1967                                                                 | Amburgo                                                                   | Germania Ovest                                                            | 3 – 1                                                                     | Jugoslavia                                                                | Qual. Euro 1968                                                           | -                                                                         |                                                                           |
| Totale                                                                    |                                                                           | Presenze                                                                  | 32                                                                        |                                                                           | Reti                                                                      | 11                                                                        |                                                                           |

## Palmarès

### Giocatore

#### Club
- Coppa di Jugoslavia: 2

OFK Belgrado: 1961-1962, 1965-1966
- Campionato francese: 2

Olympique Marsiglia: 1970-1971, 1971-1972
- Supercoppa francese: 1

Olympique Marsiglia: 1971
- Coppa di Francia: 1

Olympique Marsiglia: 1971-1972

#### Individuale
- Scarpa d'oro: 1

1971
- Capocannoniere della Ligue 1: 3

1970-1971, 1971-1972, 1972-1973

### Allenatore
- Coppa di Jugoslavia: 2

Hajduk Spalato: 1986-1987, 1990-1991